# 工場板金技能士
工場板金技能士（こうじょうばんきんぎのうし）とは、国家資格である技能検定制度の一種で都道府県職業能力開発協会（問題作成等は中央職業能力開発協会）が実施する、工場板金に関する学科及び実技試験に合格した者をいう。

## 概要
工場板金に関する技能を認定する国家資格(名称独占資格)である。
等級には、特級及び1級～2級(曲げ板金作業のみ3級)まであり、特級は管理者または監督者が通常有すべき技能の程度、1級～3級はそれぞれ上級技能者、中級技能者、初級技能者が通常有すべき技能の程度と位置づけられている。
技能検定試験では「曲げ板金作業」と「打出し板金作業」、「機械板金作業」、「数値制御タレットパンチプレス板金作業」に区分される。
1級合格者は職業訓練指導員 (塑性加工科)の実技試験と学科試験の関連学科が免除され、2級合格者は実技試験が免除される。

## 実技作業試験内容

### 工場板金(曲げ板金作業)
- 特級：工程管理、作業管理、品質管理、原価管理、安全衛生管理、作業指導及び設備管理について行う。試験時間＝3時間
- 1級：板金工具及び酸素・アセチレン溶接器具を使用し、冷間圧延鋼板(SPCC厚さ1.0mm)を加工して上部円形・下部角形の筒に小判形の分岐のある製品を製作する。試験時間＝6時間
- 2級：板金工具及び酸素・アセチレン溶接器具を使用し、冷間圧延鋼板(SPCC厚さ1.0mm)を加工して、上部角形・下部円形の容器を製作する。試験時間＝5時間30分
- 3級：板金工具及びリベット締めにより冷間圧延鋼板(SPCC厚さ0.8mm)を加工して、上部円筒・下部円すいの製品を製作する。試験時間＝3時間

### 工場板金(打出し板金作業)
- 特級：工程管理、作業管理、品質管理、原価管理、安全衛生管理、作業指導及び設備管理について行う。試験時間＝3時間
- 1級：定盤、板金工具、砂袋、アセチレン溶接器具等を使用し、冷間圧延鋼板(SPCC-SD厚さ0.8mm)を加工して、複雑な凹凸面のある製品を製作する。試験時間＝7時間
- 2級：定盤、板金工具、砂袋、アセチレン溶接器具等を使用し、冷間圧延鋼板(SPCC-SD厚さ0.8mm)を加工して、亀甲形状の製品を製作する。試験時間＝6時間

### 工場板金(機械板金作業)
- 特級：工程管理、作業管理、品質管理、原価管理、安全衛生管理、作業指導及び設備管理について行う。試験時間＝3時間
- 1級：コーナーシヤー、プレスブレーキ及びスポット溶接機の板金加工用機械並びに板金加工用工具等を使用し、冷間圧延鋼板(SPCC厚さ1.2mm)を加工して、組合せ可能な段差のある箱形の製品(ボディ及びカバー)を製作する。試験時間＝2時間10分
- 2級：コーナーシヤー、プレスブレーキ及びスポット溶接機の板金加工用機械並びに板金加工用工具等を使用し、冷間圧延鋼板(SPCC厚さ1.2mm)を加工して、段差のある箱形の製品(ボディ及びブラケット)を製作する。試験時間＝1時間30分

### 工場板金(数値制御タレットパンチプレス板金作業)
- 特級：工程管理、作業管理、品質管理、原価管理、安全衛生管理、作業指導及び設備管理について行う。試験時間＝3時間
- 1級
  - 作業1
    - 課題図面に基づき展開図、NCデータ、プログラムリストを作成する。自動プログラミング装置(CAD/CAM)を使用する場合は試験時間＝2時間。
    - 自動プログラミング装置(CAD/CAM)を使用しない場合（マニュアルでGコードを作成する場合）は試験時間＝3時間30分

  - 作業2
    - A：作業1で作成したNCデータにより数値制御タレットパンチプレスによる打抜きを行う。
    - B：追加図面に従って、作業2Aで作成した製品にMDI又はプログラム入力により穴加工を追加する。

試験時間＝50分
- 2級
  - 作業1
    - 課題図面に基づき、展開図、NCデータ、プログラムリストを作成する。自動プログラミング装置(CAD/CAM)を使用する場合は試験時間＝2時間。
    - 自動プログラミング装置(CAD/CAM)を使用しない場合（マニュアルでGコードを作成する場合）は試験時間＝3時間

  - 作業2
    - A：作業1で作成したNCデータにより数値制御タレットパンチプレスによる打抜きを行う。
    - B：追加図面に従って、作業2Aで作成した製品にMDI又はプログラム入力により穴加工を追加する。

試験時間＝50分

## 取得後の称号
技能検定に合格すると等級に応じて技能士の称号が付与される。名刺やホームページなどに資格を表記する際には「1級工場板金技能士」、「2級工場板金技能士」、「3級工場板金技能士」のように等級を明示する必要がある。等級の非表示、等級表示位置の誤り、職種名の省略表示などは不可である。
なお職業能力開発促進法により、工場板金技能士資格を持っていないものが工場板金技能士と称することは禁じられている。